# Stig-Åke Möller
Stig-Åke Möller, född 3 april 1914 i Lund, död 17 januari 1979 i Stockholm, var en svensk facklärare i skrift, reklam- och bokkonstnär.
Han var son till snickaren Johan Edvard Möller och Maria Åkesson och gift med Inga Margareta Solbreck. Han var autodidakt som konstnär och bedrev självstudier under resor till bland annat Tyskland, Schweiz, Frankrike, England och Nederländerna. Han arbetade först som konsult i bokstavsarrangemang för museer och olika industrier och utförde därefter broschyrer, kataloger, bok och tidskriftsomslag för olika förlag. Han anställdes som facklärare i skrift med tillämpningar vid Konstfackskolan i Stockholm 1948. Han var representerad i Nordiska reklamkongressens utställning i Köpenhamn 1947, Nationalmuseums utställning Nyttokonstnärerna 1949, Schwedisches Schaffen heute i Zürich 1949, SAFFT-utställningen på Nationalmuseum 1954 samt i utställningen Typografiskt 50-tal som visades på Nordiska museet 1955. Vid sidan av sitt arbete var han verksam som bildkonstnär. Möller är representerad med några bokband vid Nationalmuseum i Stockholm.